# Histony
Histony – zasadowe białka wchodzące w skład chromatyny, neutralizujące i wiążące kwas deoksyrybonukleinowy.
Mają niewielką masę cząsteczkową (poniżej 23 kDa). Charakteryzują się dużą zawartością aminokwasów zasadowych, zwłaszcza lizyny i argininy, co nadaje im właściwości polikationów. Histony wiążą się z polianionową helisą DNA, tworząc elektrycznie obojętne nukleoproteiny.
Histony występują u wszystkich eukariontów. U bruzdnic są zastąpione przez inne białka, jednak one też mają geny umożliwiające wytwarzanie histonów.

## Typy histonów
Wyróżnia się pięć typów histonów:
- szczególnie bogate w lizynę:

1) H1 - najbardziej zasadowy, największy z histonów (zwany czasem histonem łącznikowym)
2) H2A
3) H2B
- szczególnie bogate w argininę:

4) H3
5) H4
Histony H3 i H4 są najbardziej konserwatywne ewolucyjnie, natomiast histon H1 jest najbardziej zmienny.
Histony H2A, H2B, H3 i H4 tworzą rdzeń nukleosomu, a histon H1 spina DNA wchodzące i schodzące z nukleosomu.
Histony są białkami niezwykle konserwatywnymi ewolucyjnie i występują u wszystkich organizmów eukariotycznych, a także u archeonów, jednak H1 wykazuje spore różnice nie tylko gatunkowe, ale także tkankowe. Nie jest to spowodowane różnymi genami kodującymi histon H1, lecz modyfikacjami potranslacyjnymi. Istnieje także bardzo wiele tkankowo specyficznych wariantów histonów, zwłaszcza w przypadku histonu łącznikowego, na przykład:
- CenH3 - odpowiedzialny za organizację centromerów i kinetochorów
- H3.3 - zwiększa aktywność transkrypcji
- H2A.X - ułatwia naprawę i rekombinację DNA

## Budowa
Rdzeń każdego histonu jako białka jest niepolarną domeną globulinową. Polarne są obydwa końce, które zawierają właśnie aminokwasy zasadowe odpowiadające za polarność cząsteczki. Motyw C-końcowy nazywany jest także zawinięciem histonowym (ang. histone fold), natomiast motyw N-końcowy (ogon histonu) jest często obiektem modyfikacji potranslacyjnych, pośredniczy on także w tworzeniu heterodimerów histonów w nukleosomie. Histony archeonów nie posiadają charakterystycznego dla eukariontów motywu N-końcowego.

## Białka oddziałujące z histonami
Podczas replikacji DNA konieczne jest także odtworzenie struktury chromatyny i przyłączenie do niej nowo zsyntetyzowanych histonów. Pośredniczą przy tym następujące białka:
- CAF-1 - jest to kompleks białkowy występujący u Homo sapiens, łączący się z acetylowanymi histonami H3 i H4
- NAP-1 - także występuje u człowieka i pełni podobną funkcję jak powyższe białko, jednak oddziałuje z histonami H2A i H2B
- N1 i N2 oraz nukleoplazmina - są analogicznymi białkami, ale występują u Xenopus

## Modyfikacje
Histony wchodzące w skład chromatyny podlegają modyfikacjom potranslacyjnym, co powoduje rozluźnienie chromatyny. Jest to konieczne do przeprowadzenia replikacji DNA lub transkrypcji. Najczęstsze modyfikacje, którym podlegają histony w trakcie cyklu komórkowego, to:
- acetylacja i deacetylacja
- metylacja i demetylacja - modyfikacje te są rzadko spotykane wśród innych białek
- fosforylacja i defosforylacja
- ADP-rybozylacja
- ubikwitylacja

Acetylacja zachodzi najczęściej na histonie H4 i dotyczy lizyny. Proces ten ma duże znaczenie w ekspresji genów, ponieważ acetylacja histonów powoduje częściową dekondensację chromatyny, przez co jest ona bardziej dostępna dla czynników transkrypcyjnych. Niski poziom acetylacji jest czynnikiem biorącym udział w inaktywacji chromosomu X oraz z superaktywnością tego chromosomu u samców Drosophila melanogaster. Wiele acetylotransferaz to aktywatory transkrypcji. Z kolei metylacja histonów jest zwykle skorelowana z wyciszaniem transkrypcji. Do niedawna uważano, że w odróżnieniu od acetylacji jest ona procesem nieodwracalnym, ale niedawno opisano enzymy o aktywności demetylaz histonów.
Fosforylacja histonów skorelowana jest zwykle z cyklem komórkowym, największy stopień tej modyfikacji jest obserwowany podczas późnej fazy G2 i mitozy. Podczas samej mitozy na jedną cząsteczkę histonu H1 przypada od 6 do 25 grup fosforanowych (w zależności od organizmu). Ponadto zakłada się, że dla przeprowadzenia tej fosforylacji konieczne jest częściowe wynurzenie. Różne warianty są fosforylowane w różny sposób i różne jest rozmieszczenie ufosforylowanych cząsteczek w chromatynie.
Proces ADP-rybozylacji polega na dodaniu do cząsteczek histonów łańcuchów złożonych z kilkunastu reszt cukrowych, połączonych kowalencyjnie z białkiem. Modyfikacja ta związana jest ze stabilizacją struktury wyższego rzędu, ale niektóre dane wskazują, że ADP-rybozylacja prowadzi raczej do relaksacji chromatyny. Ponadto jest ona prawdopodobnie związana z procesami naprawy DNA, a także apoptozą.